# IC 1758
IC 1758 је лентикуларна галаксија у сазвјежђу Кит која се налази на листи објеката дубоког неба у Индекс каталогу.
Деклинација објекта је - 16° 32' 30" а ректасцензија 1h 56m 52,5s. Привидна величина (магнитуда) објекта IC 1758 износи 15,0 а фотографска магнитуда 16,0.